# Свято-Благовіщенський храм Олександра Невського
Свято-Благовіщенський храм Олександра Невського — православний храм 1-го міського благочиння Дніпропетровська єпархія УПЦ (МП), що розташовано на початку Робочої вулиці й у кінці проспекту Лесі Українки, у Чечелівському районі міста Дніпро за адресою вулиця Робоча, 3б. Має статус пам'ятки архітектури місцевого значення (№ 119) у місті Дніпро.

## Історія
Храм збудовано на колишній вигонній землі, що з середини 19 сторіччя називалася Циганським майданом. 1889 року у центрі майдану була зведена дзвіниця Олександра Невського — великого князя Київського, переможця шведів й тевтонів. Дзвіницю було споруджено для відзначення «чудового спасіння Царської Сім'ї» в залізничній катастрофі 17 жовтня (29 за новим стилем) 1888 року біля станції Бірки  у Харківській губернії. Імператорський поїзд розбився, йдучи з Криму на Санкт-Петербург, внаслідок чого загинуло 21 особа й постраждало 68. Проте імператорська сім'я чудом вцілила.
Потреба у церкві у цій частині міста з'явилася після заселення у 1850-х років Підгірної слобідки, з 1860 року — Солдатської та Чечелівської слобідок; з розміщенням численних військових таборів на початку Робітничої вулиці, у кінці Військової (сучасний проспект Пушкіна) й Солдатській (сучасна Канатна) вулицях. 
1889 року дирекція Брянського заводу замовила проект храму у петербурзького архітектора-академіка Миколи В. Султанова (1850—1908). Проте перероблений проект й виконання робіт належать катеринославському архітекторові Леонід Бродницькому (1864—?). Проте остаточно авторство проекту не визначено.
Подібний до Свято-Благовіщенського храму є Кафедральний собор Спасо-Нерукотворенного Образу у Павлограді (також відомий як «Церква Голубицького»), що зведено у 1892-1896 роках. Лише його дзвіниця не схожа на дзвіницю Свято-Благовіщенського храму Дніпра, але є подібною до дзвіниць Свято-Троїцького собору Дніпра й втраченого Харлампіївського собору у Маріуполі. Ці ознаки вказують на приналежність храмів до одного майстра.
1896 року споруджено Олександро-Невський храм. Головним донором була дирекція Олександрівського Південно-Руського (Брянського) заводу, а також купець 1-ї гільдії Яків Михайлович Михайличенко та власники цегляних заводів Рибаківської балки. Циганський майдан, провулок й узвіз були перейменовані за храмом на Олександро-Невські. 
Територія храму охопила колишній Циганський майдан, яка отримала високу огорожу.
За «Довідковою книгою Катеринославської єпархії» на 1908 рік, у парафії Благовіщенського храму були 357 з половиною дворів, прихожан — 2887 осіб (1430 осіб чоловічої статі та 1457 — жіночої). 
Олександро-Невським храм називався до 1920 року. У ньому залишився один з кінців храму Олександро-Невським.
В 1923 році Олександро-Невський майдан, провулок й узвіз перейменували на ім'я Калініна.
Богослужіння були зупинені 1933 року більшовицькою радянською владою після злому волі українського народу Голодомором 1932—1933 років. Останнім настоятелем храму був протоієрей Пилип Гераскевич, який з іншими служителями храму арештовані, й їх доля невідома. Тоді ж була розібрана дзвіниця (радянська історіографія говорила про її руйнування німцями).
Богослужіння в храмі були відновлені німцями й не зупинялися радянською владою, що повернулася у місто у 1943 році. Після Німецько-радянської війни храм був напівзруйнованим. Першу літургію у відроджуваному храмі у 1944 році звершив протоієрей Віталій Лелюхін (згодом митрополит Київський і Галицький Іоасаф (Лелюхін), екзарх України) зі своєю сестрою-псаломницею. 
В 1947 році був уже діючим головний вівтар, який освятив архієпископ Дніпропетровський і Запорізький Андрій (Комаров). Свято-Благовіщенський храм разом зі Свято-Троїцьким собором, Миколаївською церквою у Нових Кодаках, Хрестовоздвиженської у Діївці, Миколаївської на Ігрені й Трьохсвятительської на Султанівці, що продовжували діяти за радянської влади.
У 2014 році в одній зі стін дзвіниці при проведенні будівельних робіт було випадково виявлено давній дзвін початку XX сторіччя з написом «Завод Усачова — Валдай», що, ймовірно, було замуровано під час гонінь 1930-х років. 
Понад півстоліття настоятелем, а нині почесним настоятелем храму є протоієрей Георгій Свирякін (1936 р. н.) — найстарший за висвячування священик в Дніпропетровській єпархії, висвячений в ієрейський сан ще в 1958 році, за часів правління Московського Патріарха Алексія I. На території Благовіщенського храму за традицією поховано кілька його священнослужителів — протоієрея Анатолія Пасенко й протоієрея Андрія Панського.
У святкові дні храм відвідує до 8 тисяч осіб. 

## Світлини

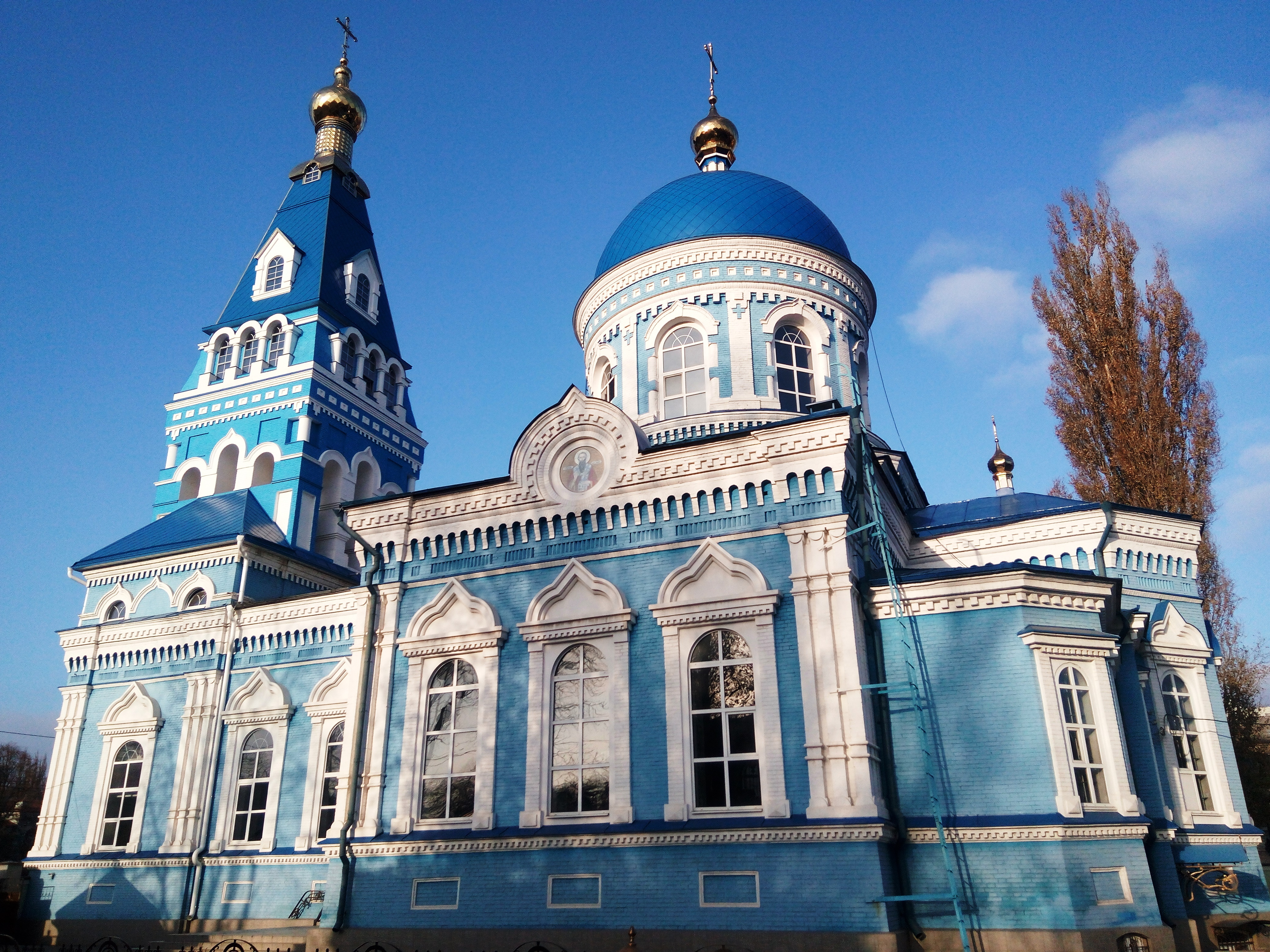
Зовнішній вигляд
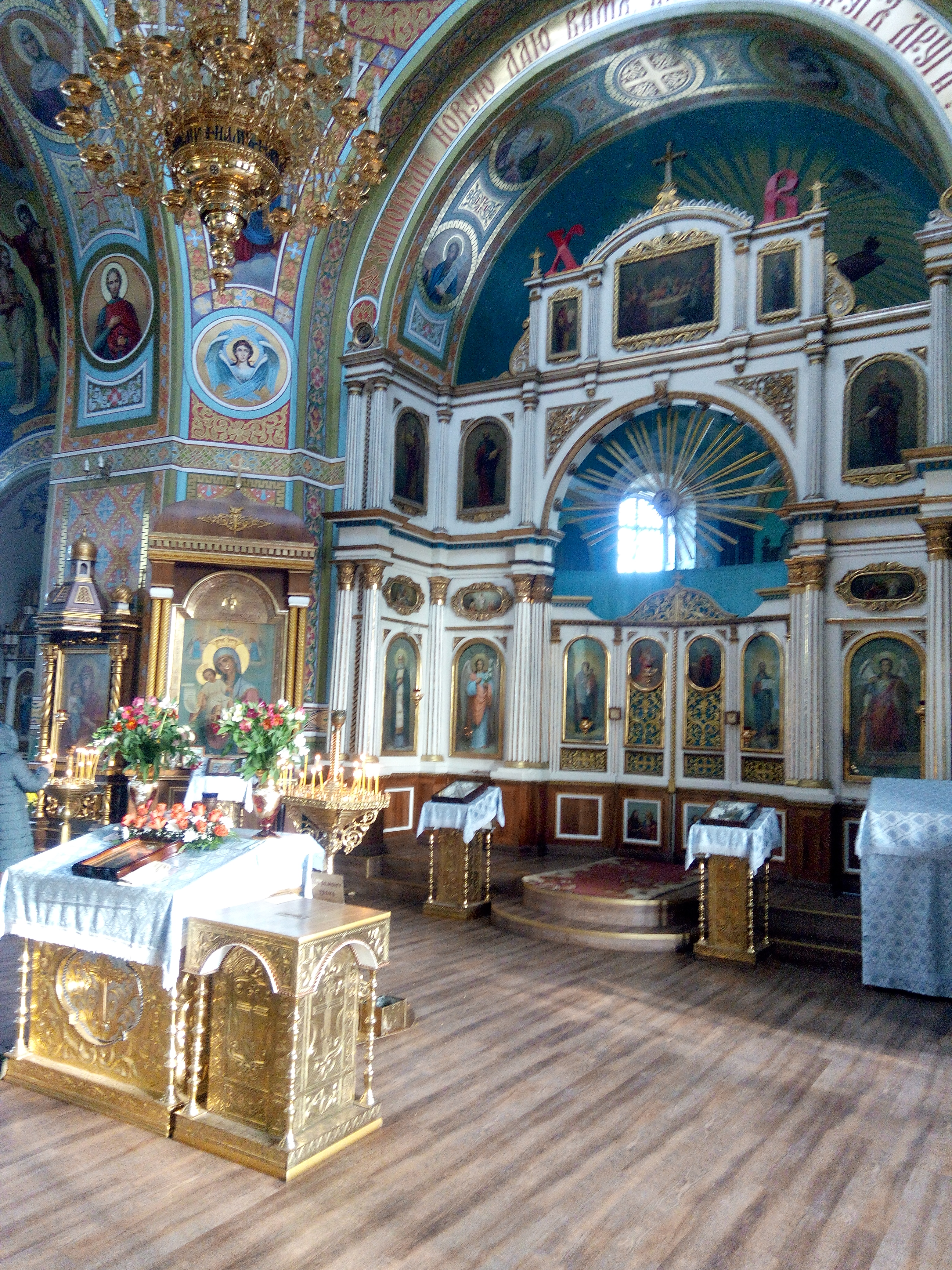
Головний вівтар та іконостас
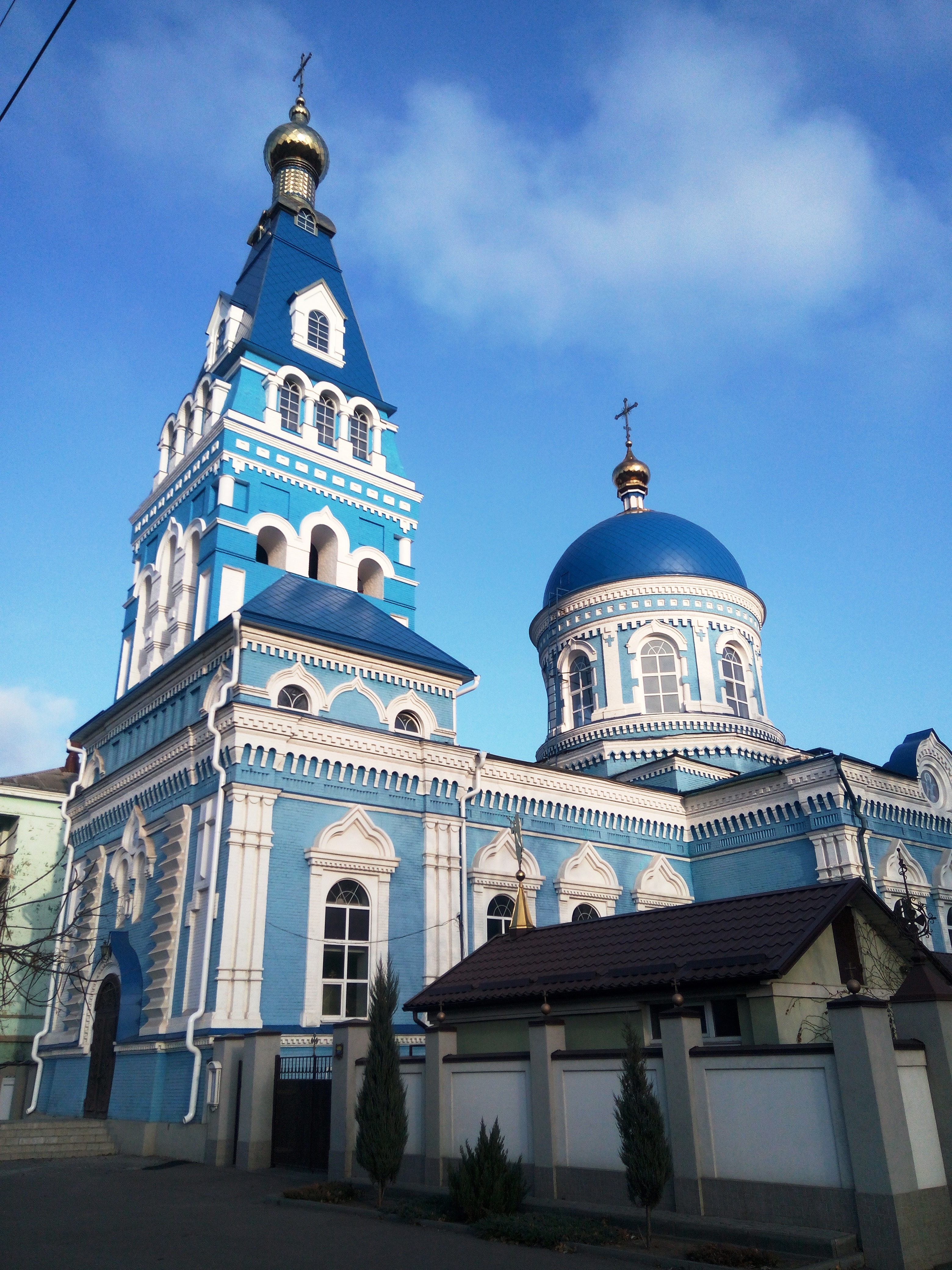
Дзвінниця
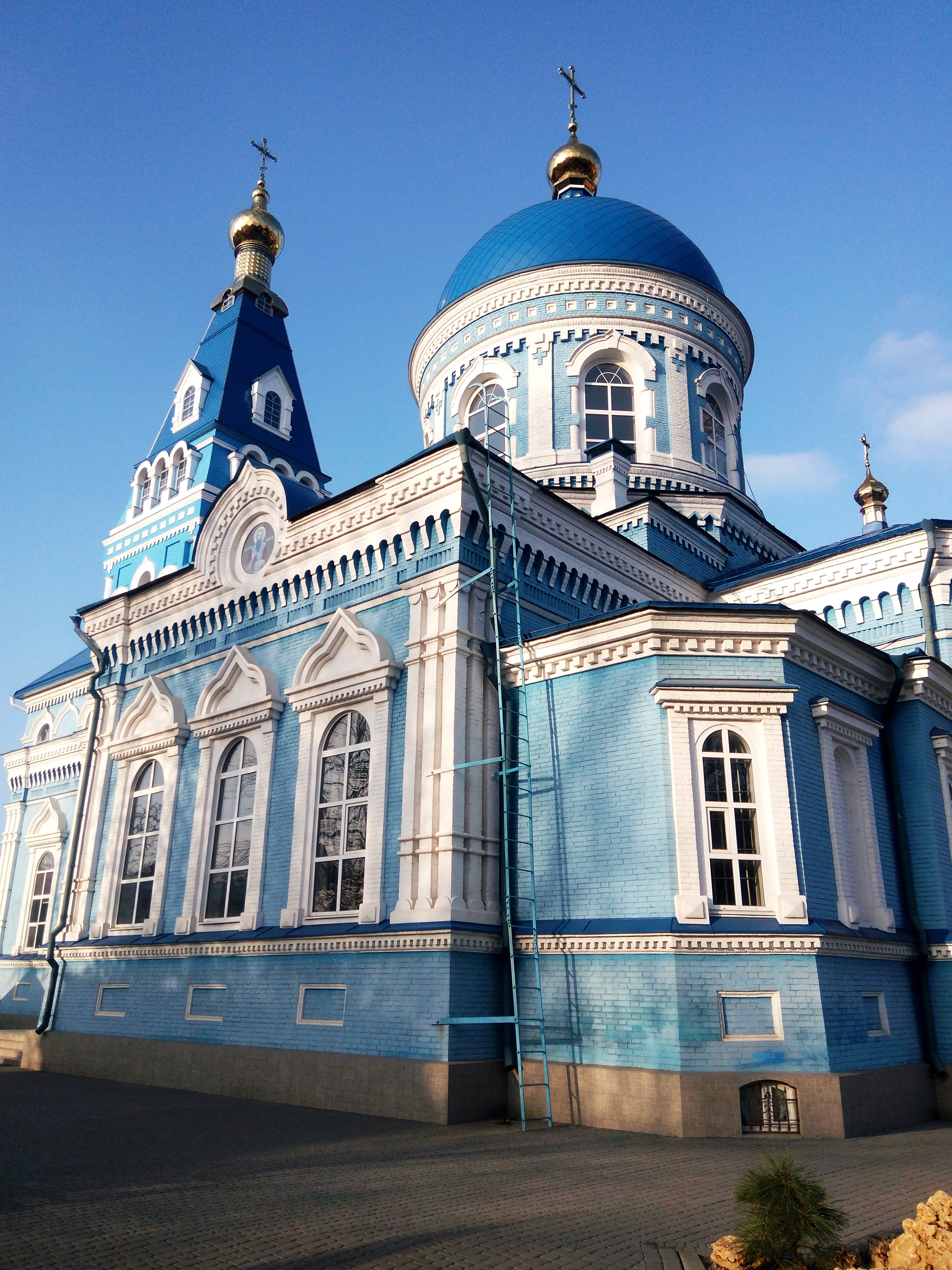
Зворотня сторона храму